# فلاديمير سولوخين
فلاديمير سولوخين (بالروسية: Солоухин, Владимир Алексеевич)‏ (1924 - 1997)، هو شاعر وروائي وباحث وكاتب روسي، ويعد سولوخين واحداً من كبار أدباء روسيا، حيث بدأ الاشتغال بالأدب منذ عام 1945م، وهو وقد نشر ذكرياته في كتابين أصدرهما بعنوان «الإدانة» و «الأشجار تنبت مستقيمة».
توفي يوم 4 أبريل 1997 في أحد مستشفيات موسكو عن عمر ناهز 72 عاما،